# Дюмулен-Бори, Пьер
 Пьер Дюмуле́н-Бори́  (фр. Pierre Dumoulin-Borie; 20 февраля 1808, Бейна — 24 ноября 1838, Донгхой) — святой Римско-Католической Церкви, священник, миссионер, мученик, член Парижского Общества Заграничных Миссий.

## Биография
В 1824 году Пьер Дюмулен-Бори поступил в духовную семинарию. 21 ноября 1830 года Пьер Дюмулен-Бори был рукоположён в сан священника. Парижское Общество Заграничных Миссий направило его на миссию в Макао, куда он прибыл 18 июля 1831 года. Во Вьетнаме он присоединился к Южной миссии в Тонкине, где он начал заниматься активной пастырской деятельностью. В 1838 году он был арестован за проповедь христианства и брошен в тюрьму, в которой вскоре он узнал, что Святой Престол назначил его титулярным епископом епархии Аканта. 24 ноября 1838 года ему вынесли смертный приговор и в тот же день он был казнён.

## Прославление
27 мая 1900 года беатифицирован папой Львом XIII. 19 июня 1988 года причислен к лику святых в составе группы 117 вьетнамских мучеников папой Иоанном Павлом II.
День памяти в католической Церкви — 24 ноября.